# راندولف موريس
راندولف موريس (بالإنجليزية: Randolph Morris)‏ مواليد 2 يناير 1986 في هيوستن، هو لاعب كرة سلة محترف أمريكي بدأ مسيرته الاحترافية في سنة 2007 يلعب مع فريق بكين دوكز في الرابطة الصينية لكرة السلة كلاعب وسط ويحمل الرقم 32. يبلغ طوله 6 قدم 11 بوصة (2.1 م).

## فرق لعب لها
- نيويورك نيكس
- أتلانتا هوكس

## إحصائيات المسيرة

### الموسم الاعتيادي
| السنة   | الفريق       | لعب | بدأ | دقيقة | ميداني% | ثلاثية | حرة   | ارتداد | صنع | استلاب | تصدي | نقطة |
| ------- | ------------ | --- | --- | ----- | ------- | ------ | ----- | ------ | --- | ------ | ---- | ---- |
| 2006–07 | نيويورك نيكس | 5   | 0   | 8.8   | .167    | .000   | .333  | 1.8    | .2  | .4     | .2   | .8   |
| 2007–08 | نيويورك نيكس | 18  | 2   | 10.1  | .362    | .000   | .483  | 2.1    | .1  | .2     | .1   | 3.1  |
| 2008–09 | أتلانتا هوكس | 23  | 0   | 3.9   | .412    | .000   | 1.000 | .9     | .1  | .1     | .0   | .8   |
| 2009–10 | أتلانتا هوكس | 28  | 0   | 4.4   | .561    | .000   | .593  | 1.4    | .1  | .2     | .1   | 2.2  |
| المسيرة |              | 74  | 2   | 5.9   | .426    | .000   | .545  | 1.4    | .1  | .2     | .1   | 1.9  |

### التصفيات
| السنة   | الفريق       | لعب | بدأ | دقيقة | ميداني% | ثلاثية | حرة   | ارتداد | صنع | استلاب | تصدي | نقطة |
| ------- | ------------ | --- | --- | ----- | ------- | ------ | ----- | ------ | --- | ------ | ---- | ---- |
| 2009    | أتلانتا هوكس | 3   | 0   | 2.7   | .000    | .000   | .000  | .7     | .0  | .3     | .0   | .0   |
| 2010    | أتلانتا هوكس | 3   | 0   | 3.3   | .500    | .000   | 1.000 | .7     | .0  | .0     | .0   | 1.0  |
| المسيرة |              | 6   | 0   | 3.0   | .333    | .000   | 1.000 | .7     | .0  | .2     | .0   | .5   |

## روابط خارجية
- راندولف موريس على موقع إن بي أي (الإنجليزية)
- راندولف موريس على موقع سبورتس رفرنس (الإنجليزية)
- راندولف موريس على موقع كرة السلة الأوروبية.كوم (الإنجليزية)
- راندولف موريس على موقع إي إس بي إن.كوم (الإنجليزية)
- راندولف موريس على موقع كلية كرة السلة في سبورتس رفرنس.كوم (الإنجليزية)
- راندولف موريس على موقع ريلجم (الإنجليزية)
- راندولف موريس على موقع بروبوليرز (الإنجليزية)
- راندولف موريس على موقع سبورتس رفرنس (الإنجليزية)